# Ritchiea insignis
Ritchiea insignis là một loài thực vật có hoa trong họ Capparaceae. Loài này được (Pax) Gilg miêu tả khoa học đầu tiên năm 1903.